# 翠灣邨
翠灣邨（英語：Tsui Wan Estate），在計劃興建時臨時命名為「柴灣丁邨」（英語：Chai Wan D Estate），是香港的一個公共屋邨，由香港房屋委員會發展，為港島區首個設有Y4型大廈的公共屋邨，位於香港柴灣的填海地，鄰近柴灣公園及漁灣邨。屋邨共有四座Y4型樓宇，在1986年動工，1988年9月至1989年2月入伙。1999年，房委會透過租者置其屋計劃第2期，將翠灣邨部份單位發售給租戶。現時翠灣邨的管理已交由屋邨業主立案法團再轉交管理公司負責。
由於屋邨位於舊啟德機場的高度限制圈內，所以翠灣邨樓宇雖是Y4型設計，但比一般同型樓宇減少四層，以及不設1樓，故此31樓已為頂樓。翠灣邨是港島區首個以Y4型設計的出租公屋項目，以及港島區最後一個設有舊式插筒式晾衣裝置（俗稱「三枝香」）的屋邨。
為方便行政及管理，房委會便將翠祿樓分拆成只有一座出租公屋大廈的屋邨翠樂邨（英語：Tsui Lok Estate）。翠樂邨主力提供1至2人小單位大廈的出租公屋大廈，部份則為2房2廳及3房2廳連兩個洗手間的家庭單位設計。翠樂邨前身是翠灣邨及漁灣臨時房屋區的一部份。項目由周余石建築師事務所設計，在1999年落成。截至2021年5月，翠樂邨的三房單位為房委會旗下全港租金最高的公共屋邨單位，租金為港幣5,657元。
杏翠苑（英語：Hang Tsui Court）是香港的居者有其屋計劃屋苑，由香港房屋委員會發展，位於香港柴灣內地段第161號的填海地，由房屋署總建築師（3）設計，瑞安承建有限公司承建。由於屋苑位於舊機場的高度限制圈內，所以杏翠苑雖是新十字型設計，但比一般同型樓宇減少一層(即34樓為頂樓)。另外，由於屋苑鄰近高噪音的永泰道，為符合環境保護署規定及要求，本屋苑A座部份單位的客廳及／或睡房已在入伙前裝有窗口式冷氣機。杏翠苑鄰近柴灣公園及漁灣邨。屋苑有兩座樓宇，在1997年落成。杏翠苑為一個在翠灣邨騰空地盤興建的居屋屋苑，為滿足該區租住公屋居民置業願望，以綠表申請18期甲居屋的翠灣邨及漁灣邨住戶，可優先購買杏翠苑的單位，餘下的單位則售予其他申請人。

## 屋邨資料

### 樓宇

#### 翠灣邨
| 樓宇名稱（座號） | 樓宇類型            | 落成年份 | 入伙日期      | 層數 | 每層伙數 | 每座單位總數（伙） | 建築師       | 承建商   | 提供升降機的廠商 |
| ---------------- | ------------------- | -------- | ------------- | ---- | -------- | ------------------ | ------------ | -------- | ---------------- |
| 翠福樓（A座）    | Y4型 （早期型設計） | 1988年   | 1989年2月1日  | 30   | 18       | 540                | 房屋署建築師 | 順成建築 | 奧的斯 UCL (DC)  |
| 翠壽樓（B座）    | Y4型 （早期型設計） | 1988年   | 1988年12月1日 | 30   | 18       | 540                | 房屋署建築師 | 順成建築 | 奧的斯 UCL (DC)  |
| 翠康樓（C座）    | Y4型 （早期型設計） | 1988年   | 1988年9月1日  | 30   | 21       | 630                | 房屋署建築師 | 順成建築 | 奧的斯 UCL (DC)  |
| 翠寧樓（D座）    | Y4型 （早期型設計） | 1988年   | 1988年11月1日 | 30   | 21       | 630                | 房屋署建築師 | 順成建築 | 奧的斯 UCL (DC)  |

#### 翠樂邨
| 樓宇名稱        | 樓宇類型     | 落成年份 | 層數 | 每層伙數 | 每座單位總數（伙） | 建築師             | 承建商   | 原屬樓宇     | 提供升降機的廠商         |
| --------------- | ------------ | -------- | ---- | -------- | ------------------ | ------------------ | -------- | ------------ | ------------------------ |
| 翠祿樓（SHB座） | 小型單位大廈 | 1999年   | 20   | 16       | 320                | 周余石建築師事務所 | 瑞安建業 | 翠灣邨翠祿樓 | 奧的斯 Elevonic 311 (DC) |

#### 杏翠苑
| 樓宇名稱（座號） | 樓宇類型                | 落成年份 | 層數 | 每層伙數 | 每座單位總數（伙）         | 建築師       | 承建商           | 提供升降機的廠商 |
| ---------------- | ----------------------- | -------- | ---- | -------- | -------------------------- | ------------ | ---------------- | ---------------- |
| 翠晶閣（A座）    | 新十字型 （1984年版本） | 1997年   | 34   | 10       | 334 （因1-6樓不設4號單位） | 房屋署建築師 | 瑞安承建有限公司 | 東芝 CL60 (VVVF) |
| 翠瑩閣（B座）    | 新十字型 （1984年版本） | 1997年   | 34   | 10       | 340                        | 房屋署建築師 | 瑞安承建有限公司 | 東芝 CL60 (VVVF) |

（上述座號是以房屋署Estate Property的記錄為依歸。）
屋邨設有三間由領展擁有及管理的商舖，由幾棟金字白屋頂的小屋組成，並以附有樓梯的尖頂涼亭為中心，仿似一個熱帶地區裏的庭園。涼亭樓梯兩旁擺放着迷你白色石獅雕塑。
另外，邨內設兩個籃球場及兩個羽毛球場。

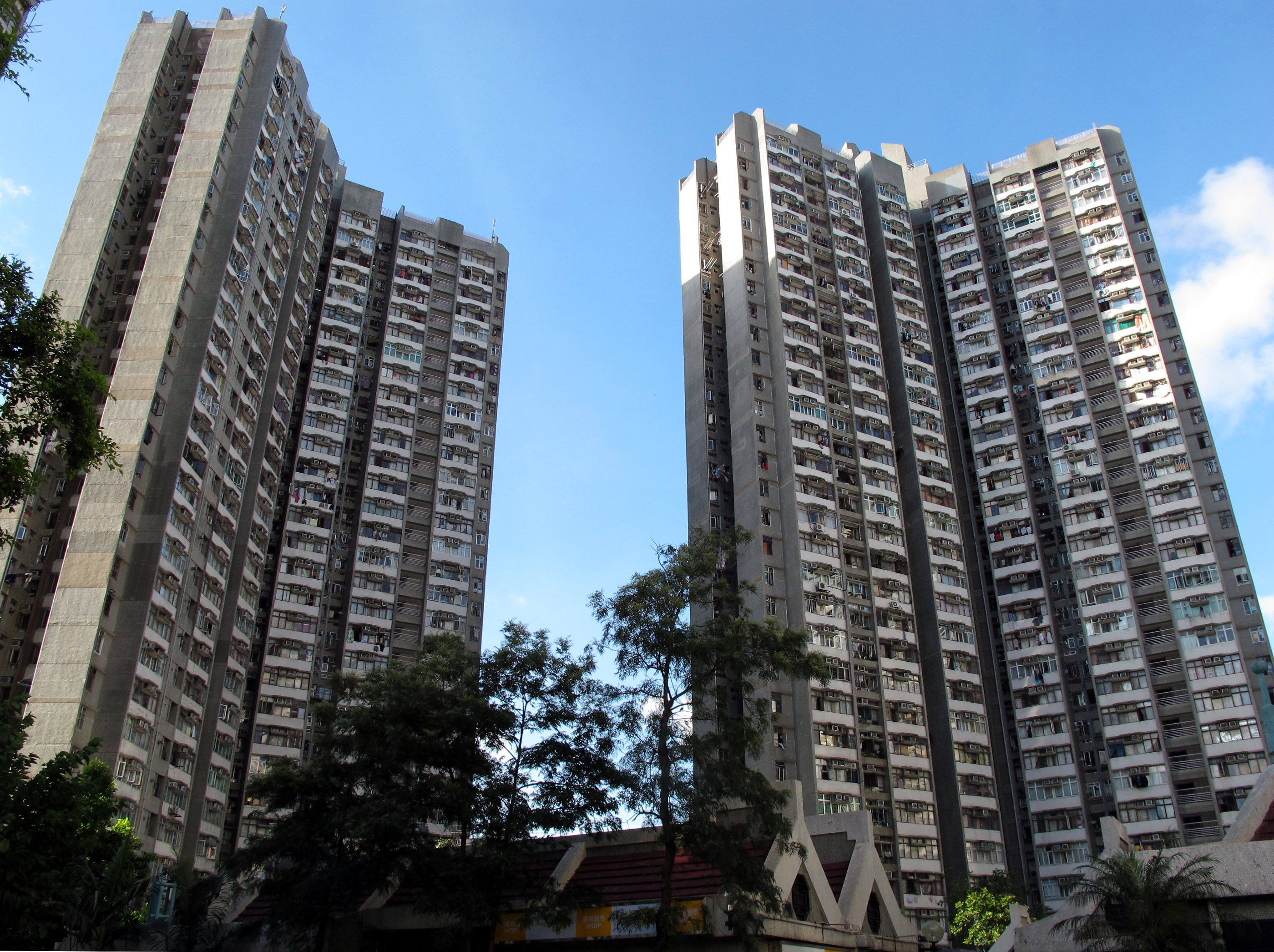
翠灣邨其中兩座
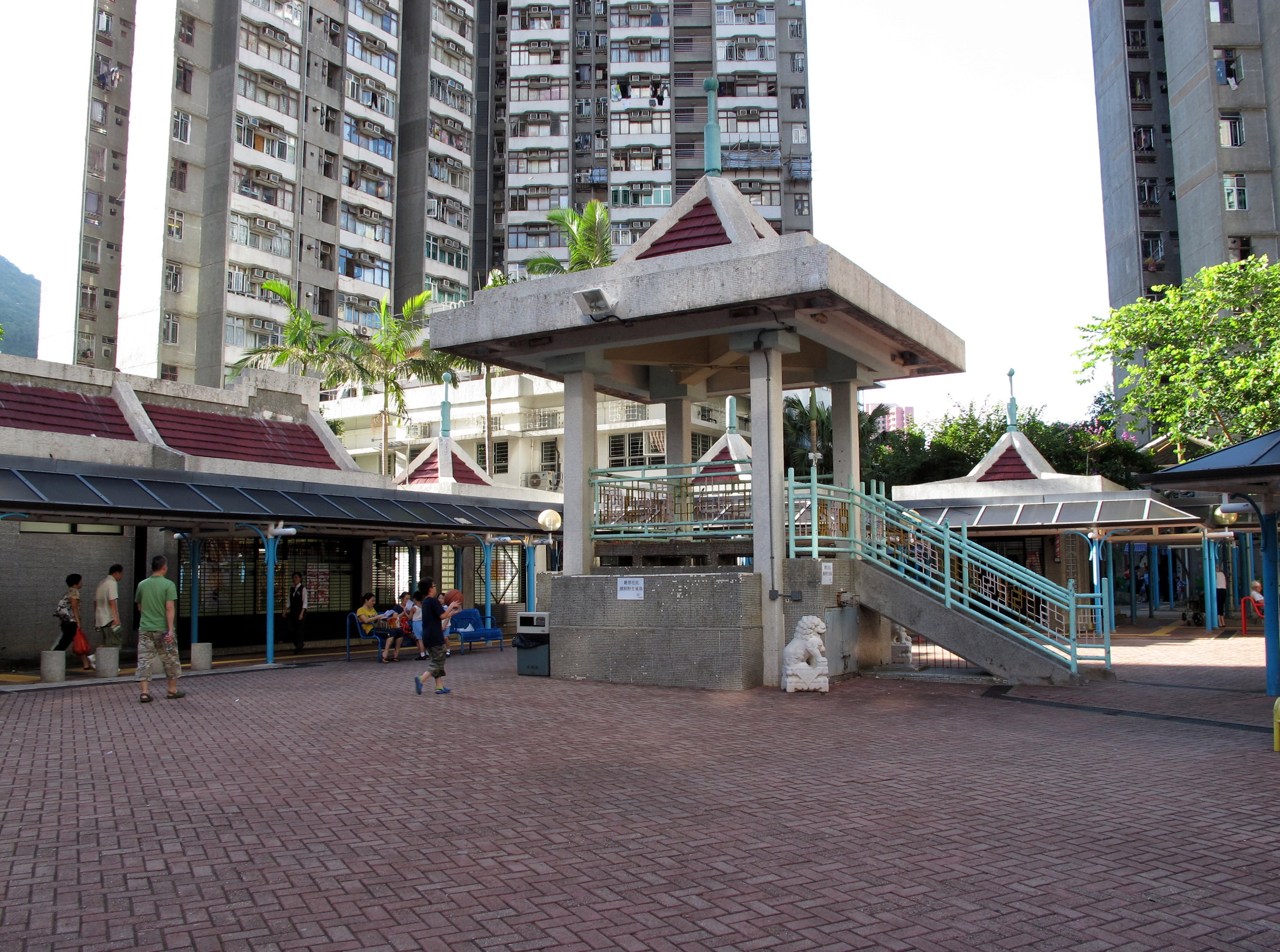
翠灣邨商舖
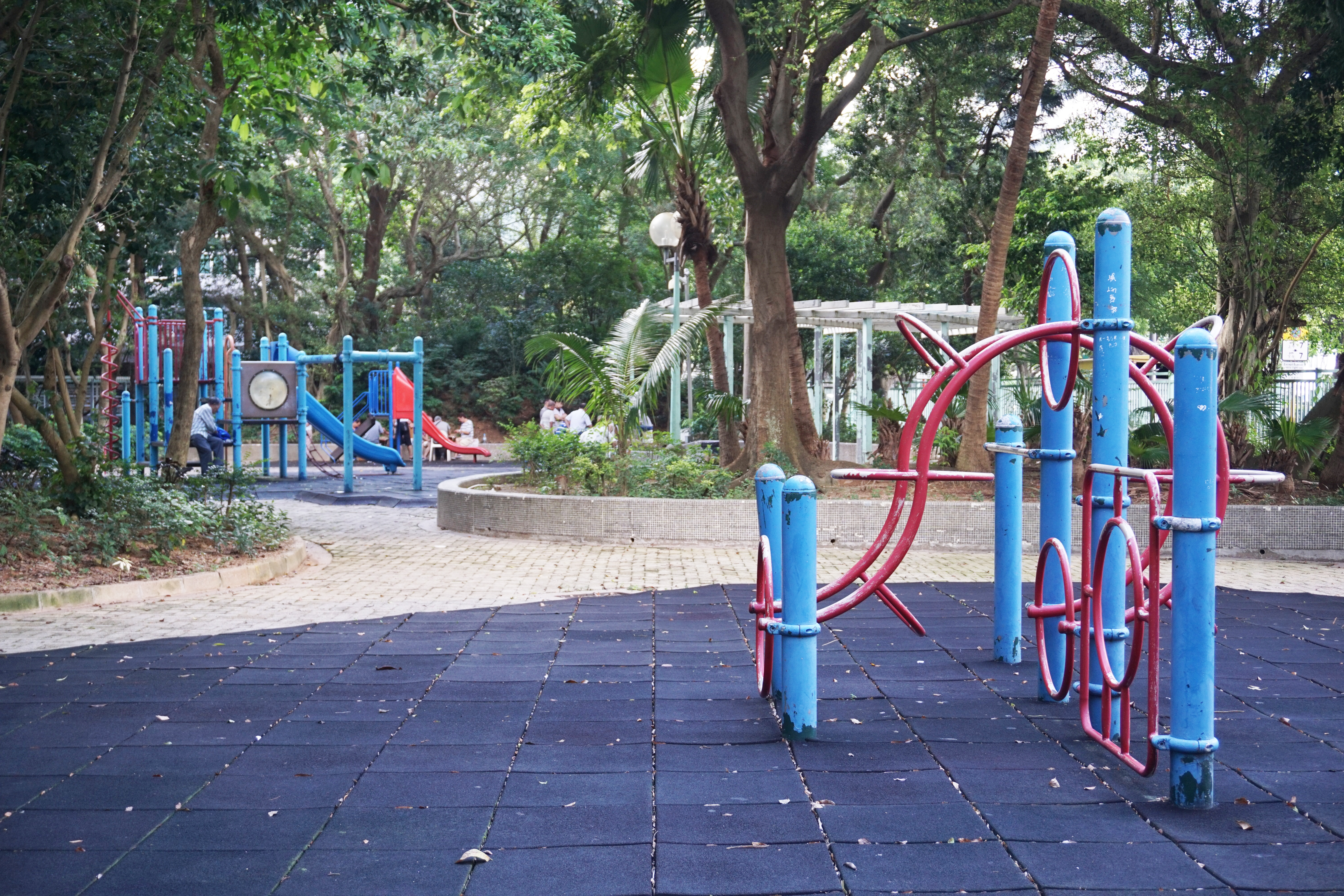
翠灣邨兒童遊樂場
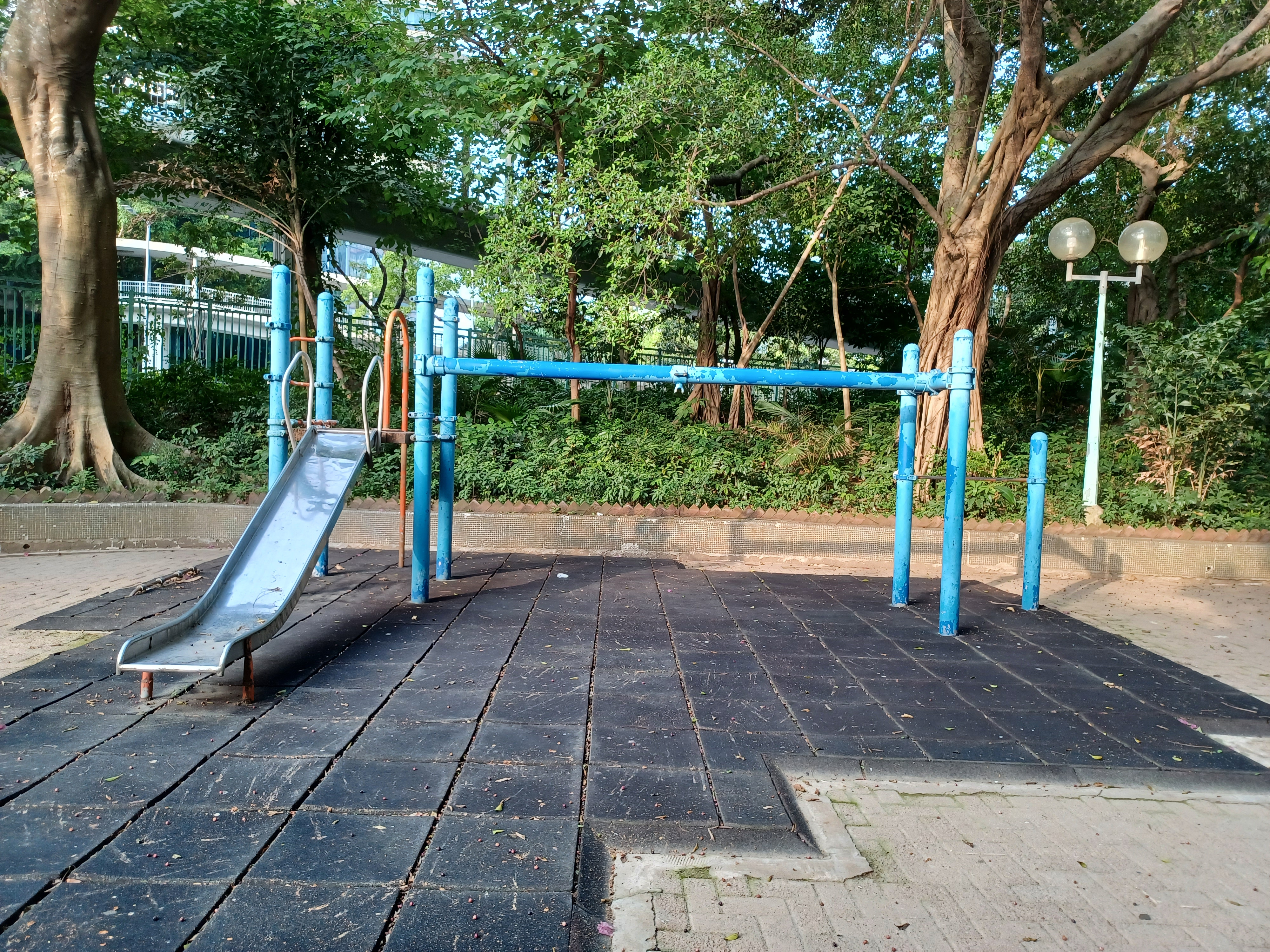
翠灣邨兒童遊樂場（2）
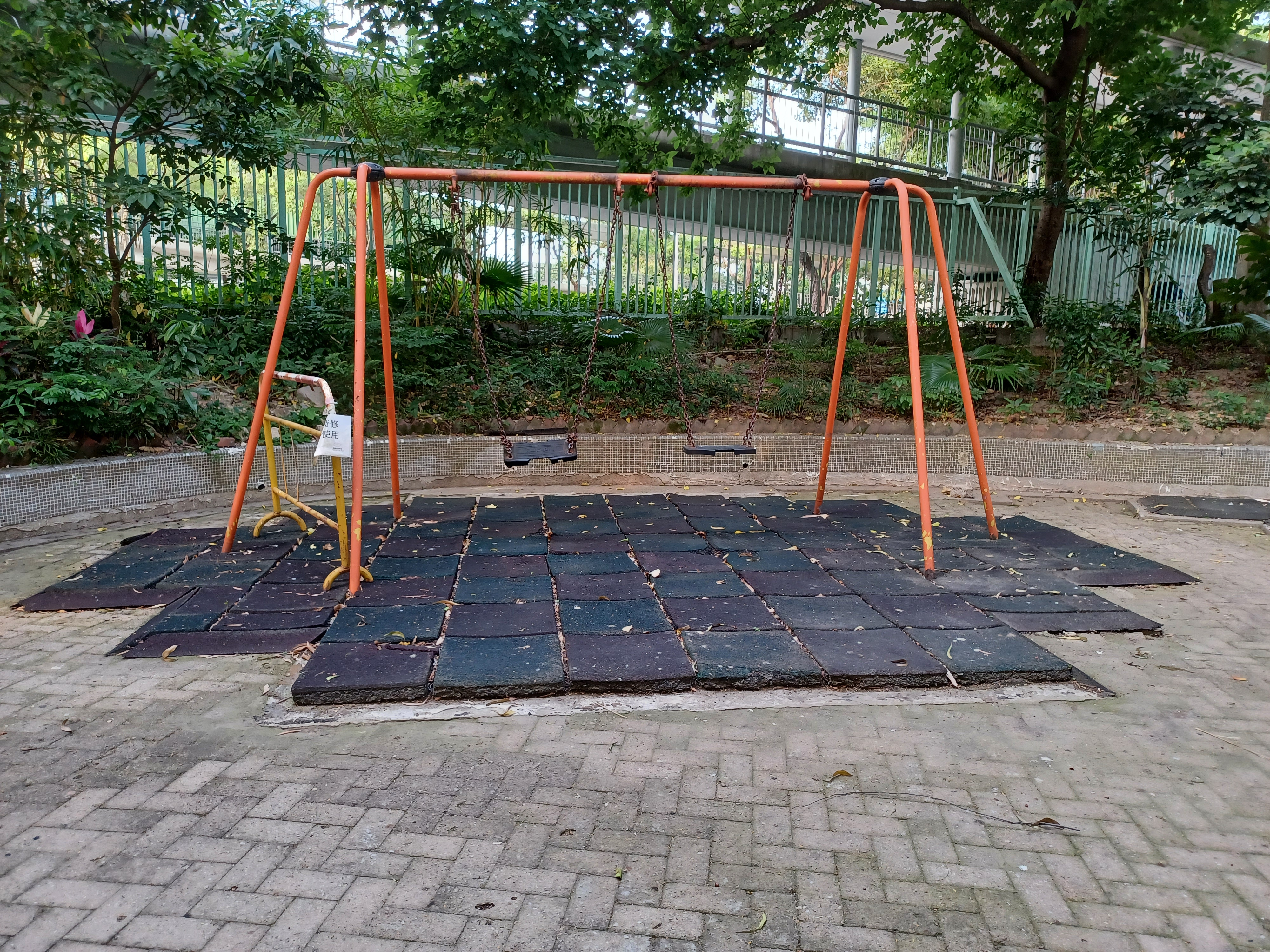
翠灣邨兒童遊樂場（3）
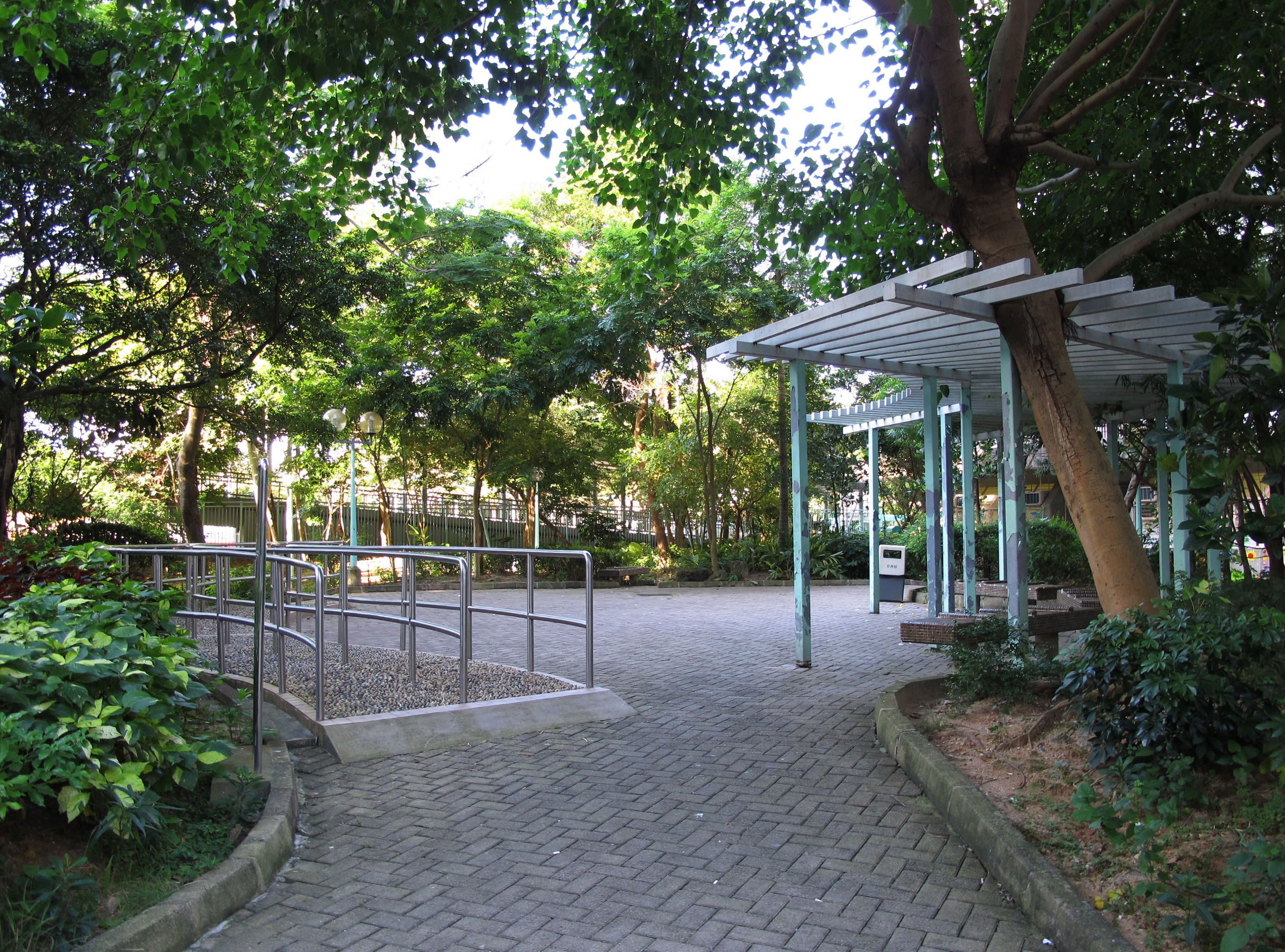
翠灣邨卵石路步行徑及休憩區
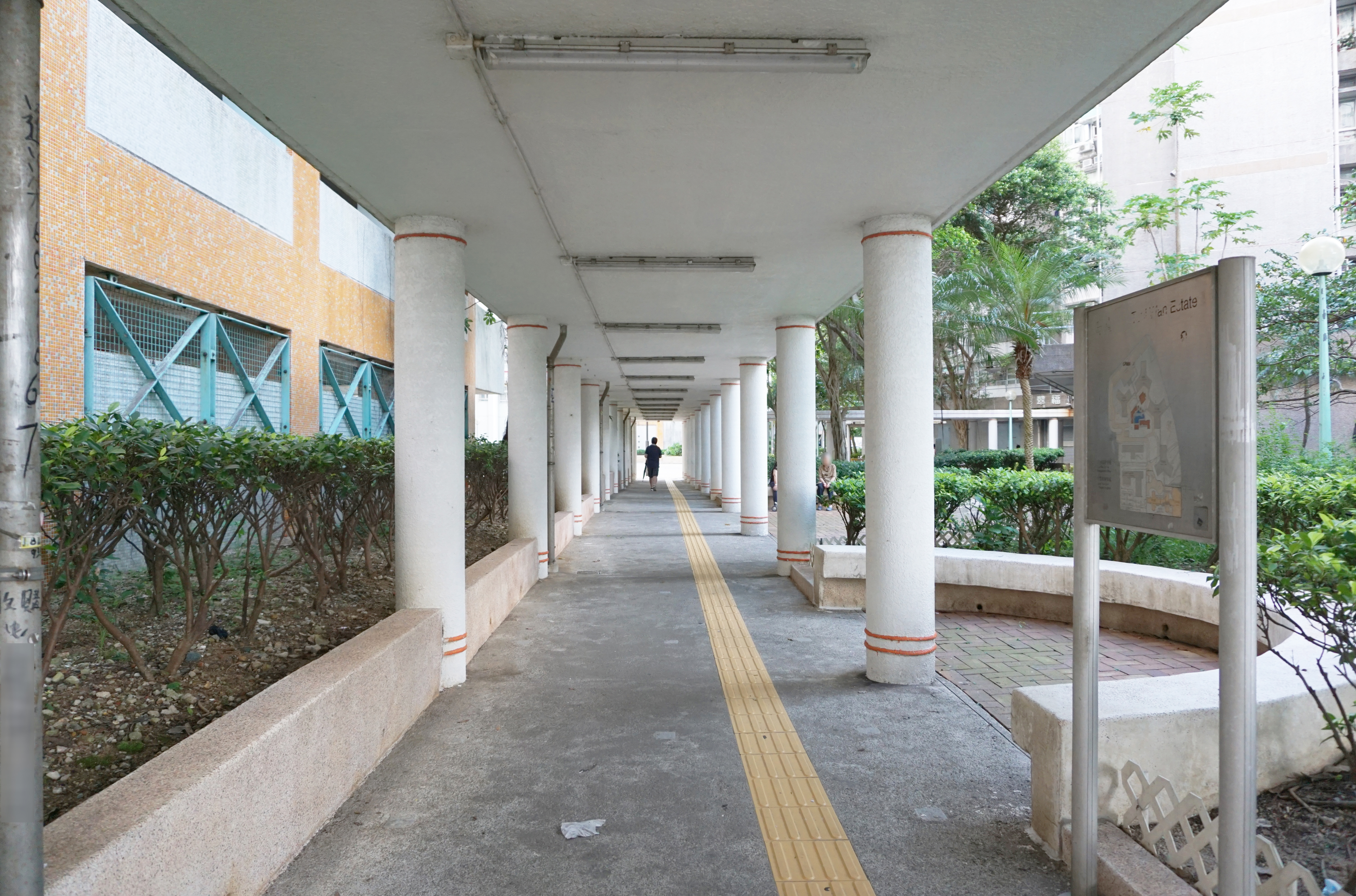
翠灣邨有蓋行人通道
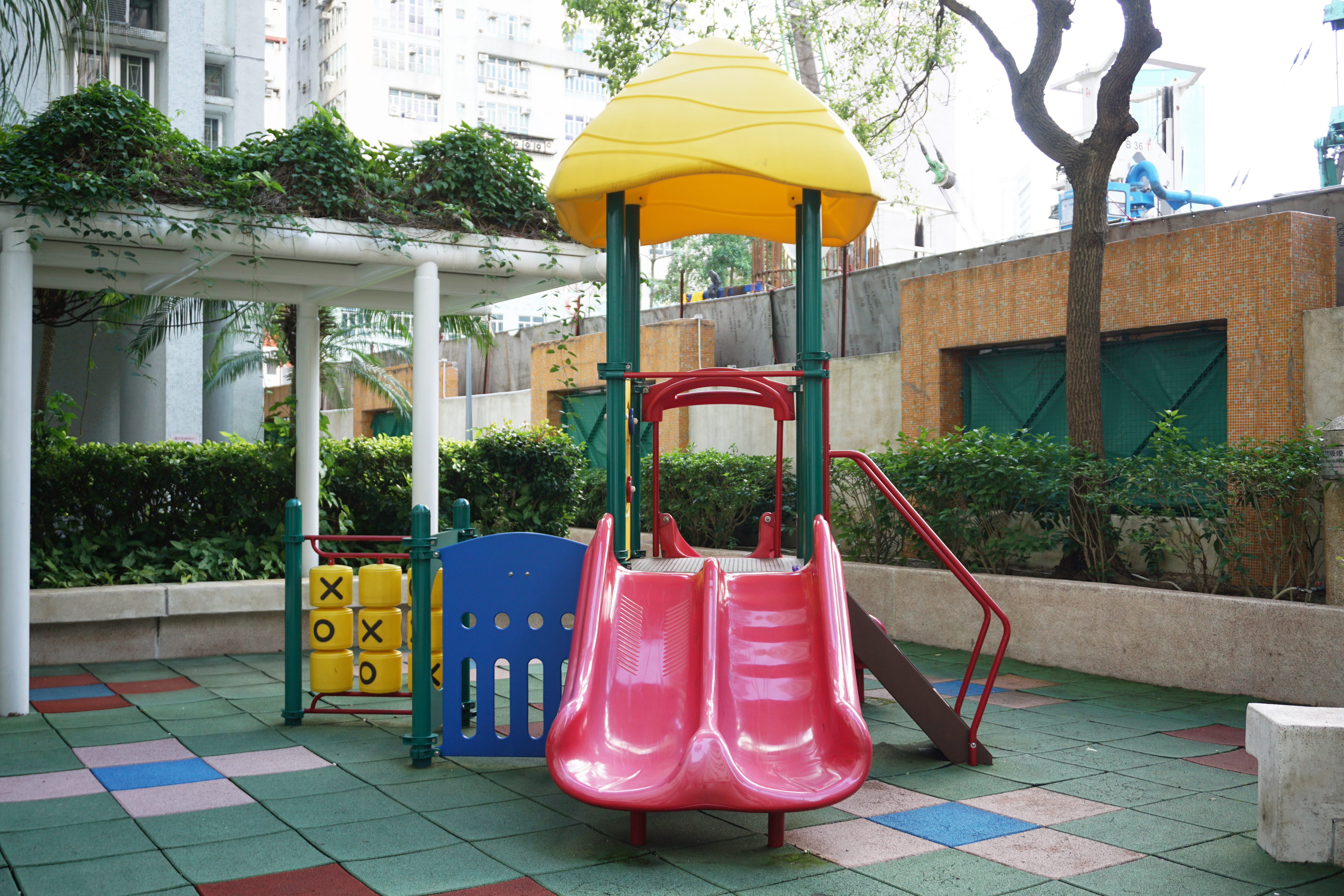
杏翠苑兒童遊樂場
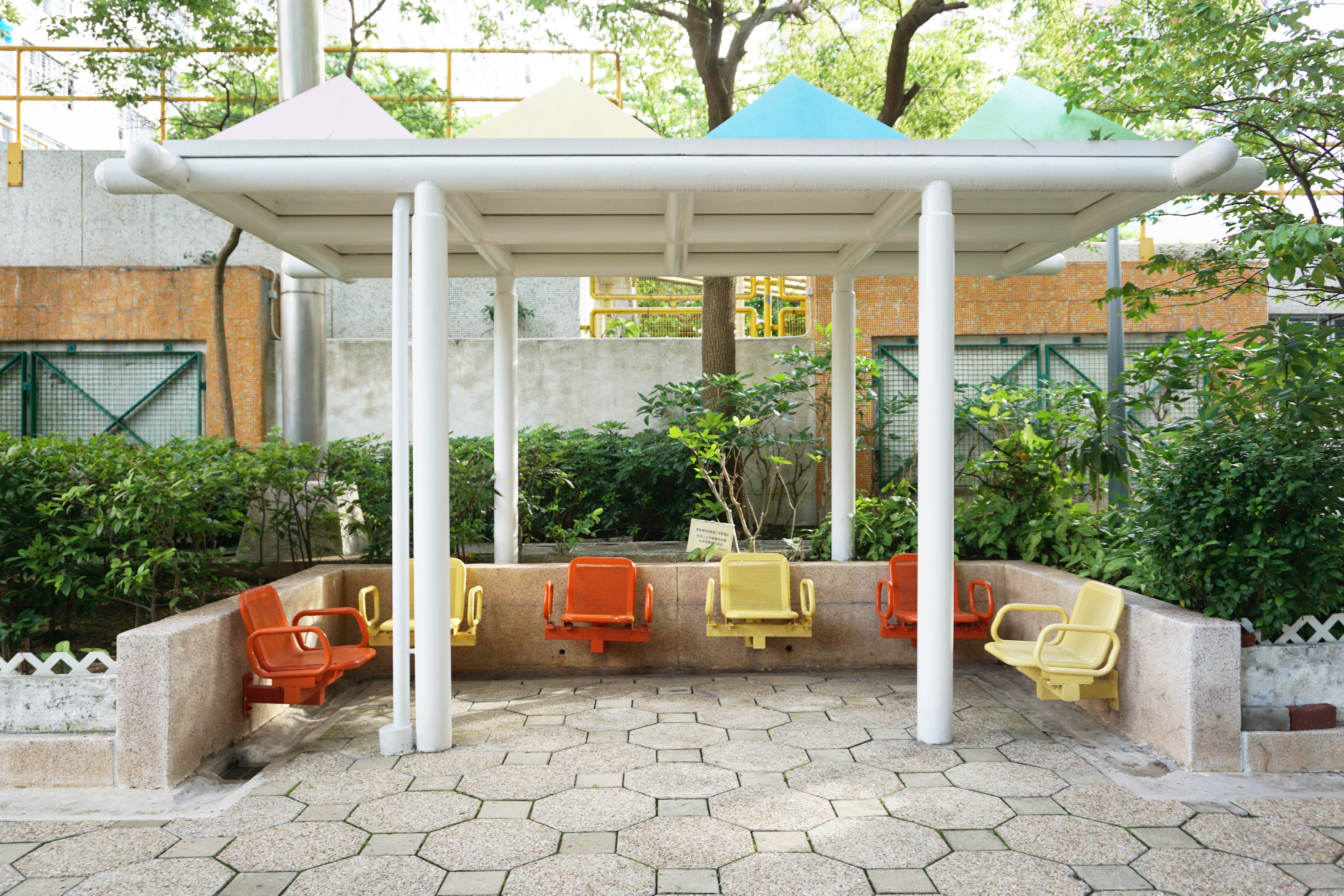
杏翠苑休憩區

## 教育設施

### 幼稚園
- 勵志會陳鄭潔雲幼稚園 （1989年創辦）（位於翠壽樓地下）

### 中學
- 聖公會李福慶中學（1965年創辦，1996年遷入現址）
- 伊斯蘭脫維善紀念中學（1970年創辦，1997年遷入現址）

## 外部連結
- 房委會翠灣邨資料 （页面存档备份，存于）
- 房委會翠樂邨資料 （页面存档备份，存于）
- 房委會杏翠苑資料 （页面存档备份，存于）
- 杏翠苑 建築項目資訊 （页面存档备份，存于）-socam.